# 1945 – Schatten der Vergangenheit
1945 – Schatten der Vergangenheit (Originaltitel: Krev zmizelého) ist ein tschechischer Kriegsfilm des Regisseurs Milan Cieslar aus dem Jahr 2005. Die Premiere fand am 10. März 2005 in der Tschechischen Republik statt. In Deutschland erschien die DVD am 2. Juni 2016.

## Handlung
Eine intime Ballade über das Leben einer Mutter und ihrer Tochter, die wechselvolle historische Zeiten durchleben. Die Handlung ist in vier Staffeln unterteilt, die zwischen 1939 und 1961 spielen. Eine Tschechin namens Helga arbeitet in einem deutschen Krankenhaus. Aus ihrer Liebe zu einem baltischen Adligen namens Arno, einem Freiwilligen im Finnischen Krieg, wird ihre Tochter Dorli geboren. Doch Arno begeht Selbstmord und nach Kriegsende müssen Mutter und Tochter die Rache der Sieger allein tragen – Helga wird gedemütigt und aus ihrer Heimat vertrieben. Mutter und Tochter überleben nur dank der Hilfe des jüdischen Chefarztes des Krankenhauses. Jahre später wird Arnos Leiche exhumiert und Dorli, die sich ihm immer verbunden gefühlt hat, möchte den Wurzeln ihres Vaters nachgehen. Sie und ein griechischer Junge versuchen zu fliehen, doch die kommunistische Unterdrückung vereitelt ihre Pläne. Um ihre Tochter zu schützen, begibt sich Helga in die Gewalt eines Folterers der Geheimpolizei.

## Produktion
Der Film wurde von Milan Cieslar produziert.